# Actopan, Tlacotepec de Mejía
Actopan är en ort i Mexiko.   Den ligger i kommunen Tlacotepec de Mejía och delstaten Veracruz, i den sydöstra delen av landet, 240 km öster om huvudstaden Mexico City. Actopan ligger 972 meter över havet och antalet invånare är 171.
Terrängen runt Actopan är kuperad åt nordost, men åt sydväst är den platt. Terrängen runt Actopan sluttar brant österut. Runt Actopan är det ganska tätbefolkat, med 248 invånare per kvadratkilometer. Närmaste större samhälle är Huatusco de Chicuellar, 12,4 km väster om Actopan. I omgivningarna runt Actopan växer i huvudsak städsegrön lövskog.